# Arabian Gulf Oil Company
 (octobre 2017).
Si vous disposez d'ouvrages ou d'articles de référence ou si vous connaissez des sites web de qualité traitant du thème abordé ici, merci de compléter l'article en donnant les références utiles à sa vérifiabilité et en les liant à la section « Notes et références ».
L'Arabian Gulf Oil Company (Agoco) est une compagnie pétrolière dont le siège est situé à Benghazi en Libye. Ses activités principales sont l'exploration, la production et le raffinage du pétrole et du gaz.